# Kurhaus (Bernburg)

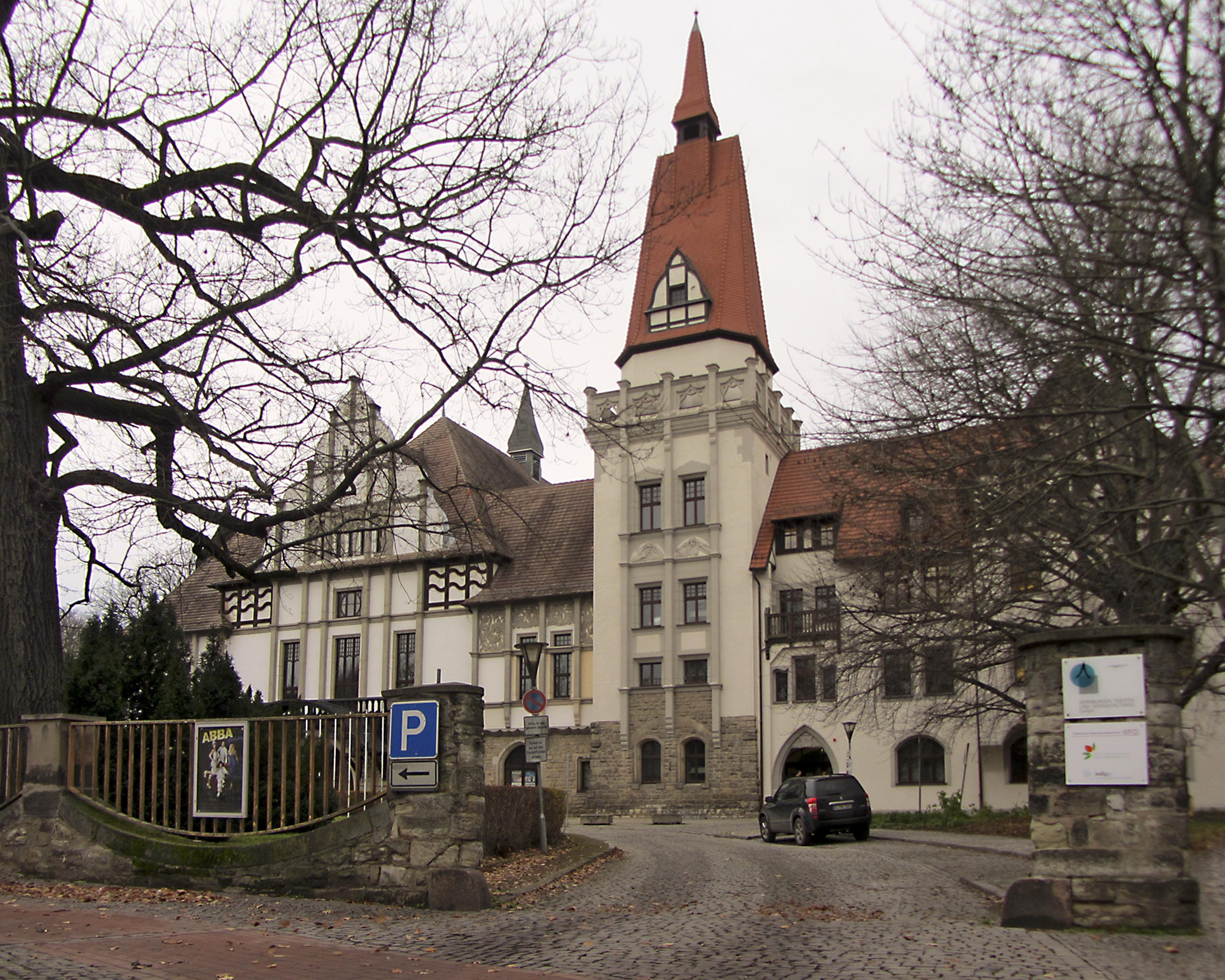
Kurhaus Bernburg (2013)

Das Kurhaus in Bernburg  ist eines der bedeutendsten und größten Gebäude der Kreisstadt Bernburg. Es diente in der DDR als Kulturhaus und wurde nach der Wende vielfach als Anhaltiner Säle bezeichnet. Es befindet sich in der Talstadt unweit der Saale auf dem Grundstück Solbadstraße 2 und steht unter Denkmalschutz.

## Vorgeschichte
1617 sah sich der nach mehreren Überschwemmungen stark verschuldete Rat der Stadt Bernburg gezwungen, das Krumbholz an Christian I. (Anhalt-Bernburg) zu verkaufen. Bis zum Ende des 19. Jahrhunderts nutzten erst die Bernburger, ab 1863 die Dessauer Askanier das große Gebiet zur Jagd und für die Forstwirtschaft. 1883 wurde in Bernburg die Sodafabrikation aufgenommen. Aus Dankbarkeit gegenüber dem Rat der Stadt Bernburg für die erteilte Genehmigung zur Ansiedlung kauften die Solvay-Werke 1893 das Krumbholz vom anhaltinischen Fiskus zurück und schenkte es der Stadt. Die Stadt Bernburg bestallte einen Waldwärter und errichtete für ihn ein 1897 fertiggestelltes Waldwärterhaus, das heute den Eingang vom Tiergarten Bernburg ziert. Zum Waldwärterhaus gehörten außerdem ein Stall, eine öffentliche Toilettenanlage sowie ein größerer Hof mit Baumschule. Am 2. November 1897 wurde Oberbürgermeister Felix Leinveber in sein Amt gewählt. Schon kurz nach seiner Einführung soll er vorgeschlagen haben, Bernburg zu einem Kur- und Heilbad zu machen, um einen Gegenpol zur chemischen Industrialisierung zu setzen. Die Solvay-Werke erklärten sich bereit, hierfür die in ihrem Bergbau auftretende Sole kostenlos zur Verfügung zu stellen; für deutsche Verhältnisse hatte sie einen außergewöhnlich hohen Salzgehalt.

## Bau

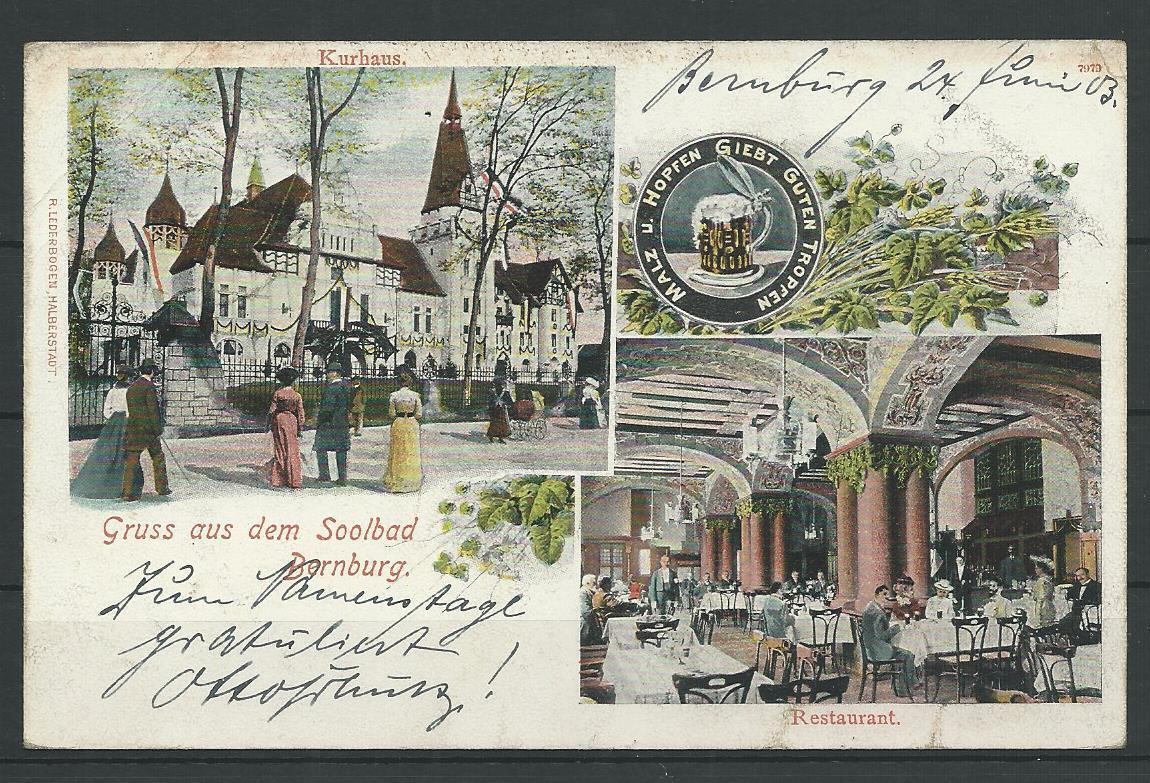
Ansichtskarte (1902/03)

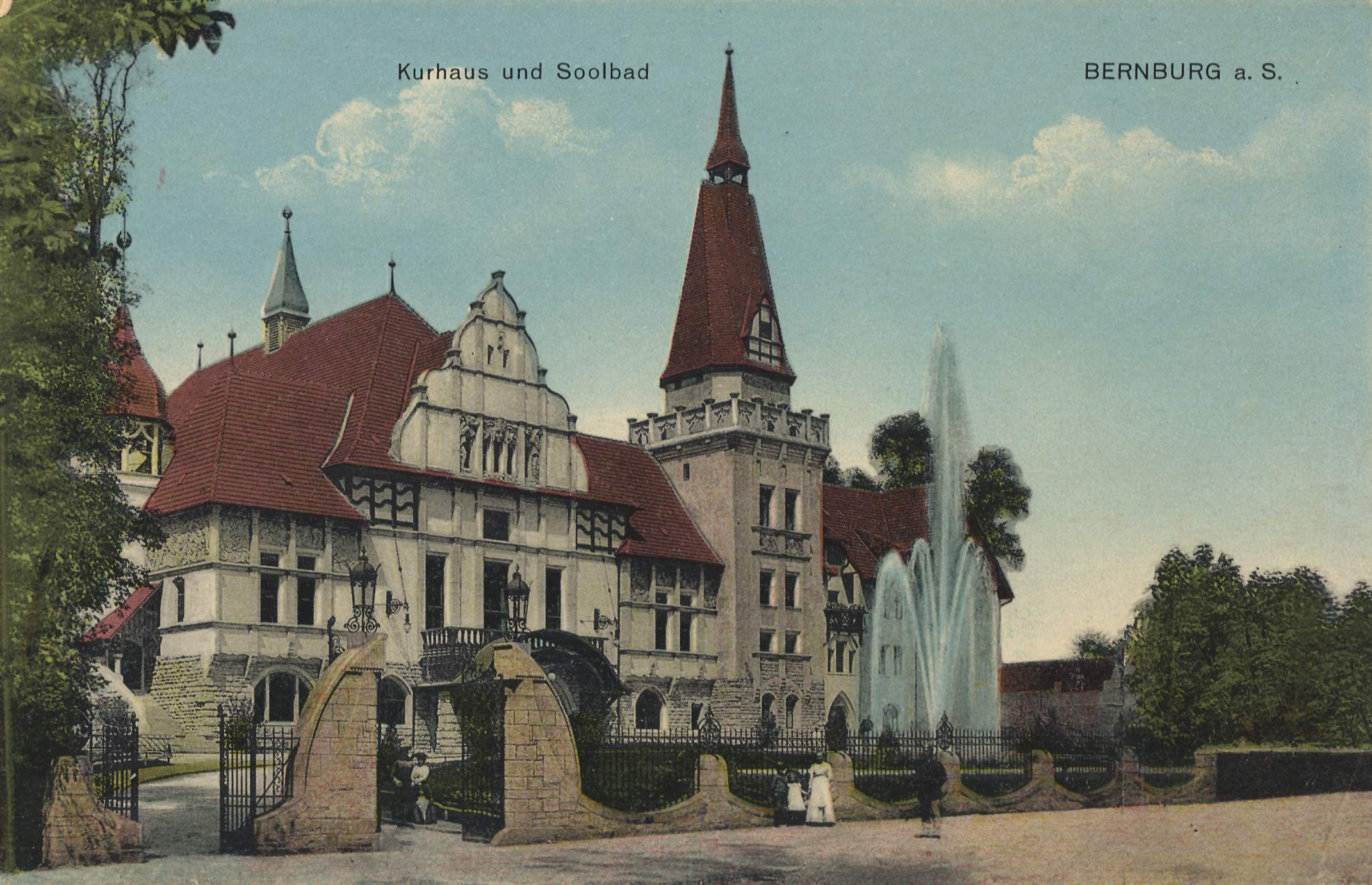
Ansichtskarte um 1910

1898 beschloss der Gemeinderat den Bau eines Kurhauses und bewilligte hierfür am 20. Juli 1899 die Gelder. Mit der Bauausführung wurden die Berliner Architekten Carl Börnstein und Emil Kopp beauftragt. Im Spätsommer 1900 begannen die Gründungsarbeiten für den zweigliedrigen Gebäudekomplex mit turmbekröntem Verbindungsbau im Jugendstil. Die repräsentative Innenausstattung in zeittypischem Geschmack erwies dem deutschen Kaiserhaus sowie den Askaniern seine Reverenz. Im Gegenzug bezeugte der Dessauer Herzog Friedrich I. durch den Besuch des neuen Kurhauses den Bernburgern seine Gunst. Wohl begann der Kurbetrieb am 1. Juli 1902 gegenüber den Planungen leicht verspätet, jedoch wurde das Kurhaus aus technischen Gründen erst am 8. November 1902 mit einem Festakt feierlich seiner Bestimmung übergeben. Mehreren musikalisch umrahmten Festreden folgte ein Festessen für 230 Personen, darunter hochrangige Vertreter des Herzogtums Anhalt und die gesellschaftliche Elite der Stadt Bernburg. Selbst das Kaiserhaus ließ sich durch einen Hohenzollernprinzen vertreten. Mit der im Frühjahr 1903 errichteten, vom Unternehmer Otto Lange (Mitinhaber der Hopferschen Papierfabrik) gestifteten Leuchtfontäne wurde das Ensemble vollendet. Farbige Scheinwerfer beleuchteten das Wasser.

### Nach dem Ersten Weltkrieg
Das auch in Friedenszeiten keine Gewinne erwirtschaftende Kurhaus wurde im Ersten Weltkrieg teilweise zum Reservelazarett umfunktioniert und geriet bei erheblich verringertem Kurbetrieb tief in die roten Zahlen. Bei Kriegsende verkaufte die Stadt das Kurhaus an eine private Kurhaus-Aktiengesellschaft, die der letzte Pächter Wilhelm Schirmer initiiert hatte. Diese Gesellschaft investierte sogar in einen weiteren Ausbau durch ein modernes Kurhotel. Doch die Deutsche Inflation 1914 bis 1923 verhinderte den Erfolg. Die Reichsbahn-Arbeiter-Pensionskasse übernahm 1927 die Aktienmehrheit und ergänzte die Anlagen durch einen Neubau zum Kinderheim. Die Stadt pachtete den Gastronomiebetrieb im Kurhaus, der sich wirtschaftlich gestalten ließ.

### Nach dem Zweiten Weltkrieg
Nach einer erneuten Zweckentfremdung als Lazarett im Zweiten Weltkrieg sprach die sowjetische Besatzungsmacht das Kurhaus und das Kinderheim der Sozialversicherungsanstalt für die Provinz Sachsen-Anhalt als Sanatorium zu, von der es 1957 an den FDGB kam. Während dieser Zeit stand das Kurhaus der Öffentlichkeit nur selten zu besonderen Veranstaltungen offen. Nicht zuletzt aufgrund der zunehmenden Luft- und Wasserverschmutzung gab der FDGB den Sanatoriums-Betrieb Ende 1961 auf, die  Anlage wurde zur Kinderklinik des Bernburger Bezirkskrankenhauses für Neurologie und Psychiatrie. Das Kurhaus wurde nun zum Kreiskulturhaus mit HO-Gaststätte.

### Heutige Nutzung
Nach der Wende wurde das Kurhaus 1996 endgültig dem Landkreis Bernburg zugesprochen. Seit dem 1. August 1997 gehört das Kurhaus zur Bernburger Theater- und Veranstaltungs GmbH, die nun Kurhaus, Carl-Maria-von-Weber-Theater und Metropol gemeinsam betreibt. Jährlich finden dort durchschnittlich 360 Tagungen, Seminare, Empfänge, Bälle oder Ausstellungen statt.
Seit dem 1. Juli 2019 ist die Stadt Bernburg Eigentümerin des Kurhauses. Im Sommer 2024 begannen dringend notwendige Sanierungsarbeiten, die auf einen Zeitraum von etwa zwei Jahren angesetzt sind (bis mindestens August 2026). So sollen die Emporen und der Balkon wieder nutzbar gemacht und neue Licht- und Tontechnik im Bühnenbereich installiert werden. Darüber hinaus ist die Sanierung des Daches, der Fassade sowie die Erneuerung der Heizungs- und Elektroinstallation dringendst notwendig. Hierzu muss das Kurhaus für zwei Jahre geschlossen werden. In dieser Zeit wird im hinteren Bereich des Kurhauses ein zweigeschossiger Neubau für Garderoben, Toiletten und einen Catering-Bereich errichtet. Dazu soll dort ein einladender Außenbereich entstehen. Die Gesamtmaßnahme wird voraussichtlich mindestens 11 Millionen Euro kosten, die größtenteils durch Städtebaufördermittel aus den Programmen „Soziale Stadt“ und „Sozialer Zusammenhalt“ von Bund und Land Sachsen-Anhalt aufgebracht werden sollen.